# تپه چشمه سفید
تپه چشمه سفید مربوط به عصر مفرغ است و در شهرستان دالاهو، بخش مرکزی، دهستان حومه، بافت روستای چشمه سفید واقع شده و این اثر در تاریخ ۲۷ اسفند ۱۳۸۶ با شمارهٔ ثبت ۲۲۳۲۲ به‌عنوان یکی از آثار ملی ایران به ثبت رسیده است.